# John Macdonald Kinneir
Sir John Macdonald Kinneir (Sanda, 1782. − Trabzon, 12. lipnja 1830.), britanski pukovnik, diplomat, putopisac i kartograf.

## Životopis
Rođen je na škotskom otoku Sanda i potjecao je iz dviju plemićkih škotskih obitelji − Macdonaldovih s očeve odnosno Kinneirovih s majčine strane. Vojničku karijeru započeo je u Irskoj gdje je predvodio skupinu mačevalaca protiv pobunjenika. Nakon očeve smrti naslijedio je njegove nagomilane dugove i bio se prisiljen prodati svu imovinu uključujući otok koji je stoljećima pripadao njegovoj obitelji. Godine 1803. odlazi u indijski Madras gdje nakon pet godina službovanja gubi zdravlje pa se 1809. godine pridružuje sir Johnu Malcomu u diplomatskoj misiji u Iranu. Putovao je sjeverozapadom zemlje što je opisao u memoarima „Putovanja Malom Azijom, Armenijom i Kurdistanom” u kojima se spominju i Aleksandrovi pohodi odnosno povlačenje Ksenofontovih deset tisuća, a uz putopis je priložen i zemljovid dimenzija 200 x 130 cm kojeg je izradio uz pomoć A. Arrowsmitha. Zahvaljujući njegovom izuzetnom poznavanju povijesnih i suvremenih zemljopisnih značajki zadužen je i za izmjeru iranskih krajeva od Širaza do Suze. Početkom 1810-ih godina vratio se u Englesku i oženio se Ameliom Campbell, no ubrzo je ponovo poslan kao veleposlanik u Teheran gdje je igrao važnu ulogu posrednika u složenim odnosima između Irana, Britanije i Rusije. Osim politikom, u Iranu se bavio i pisanjem odnosno arheološkim istraživanjima - npr. u Perzepolisu je iskopao palaču Artakserksa I. odnosno prvu sfingu. Nakon višemjesečne bolesti preminuo je 12. lipnja 1830. godine na putu u turskom gradu Trabzonu.

## Opus
- (engl.) Map Of The Countries lying between the Euphrates And Indus (London: A. Arrowsmith, 1813.)
- (engl.) A Geographical memoir of the Persian Empire (London: J. Murray, 1813.)

- (fr.) Mémoires géographiques sur l'empire du Perse (Sankt Peterburg: Pluchart, 1827.)

- (engl.) Journey through Asia Minor, Armenia and Koordistan, in the years 1813 and 1814, with remarks on the marches of Alexander and retreat of the Ten Thousand (London: J. Murray, 1818.)

- (fr.) Voyage dans l'Asie mineure, l'Armenie et le Kourdistan : dans les annees 1813 et 1814: suivi de remarques sur les marches d'Alexandre et la retraite de Dix-Mille (Pariz: Gide fils, 1818.)
- (nizoz.) Reizen door Klein Azië, Armenië en Koerdistan (gedaan in het jaar 1813 en 1814): benevens aanmerkingen wegens de krijgstogten van Alexander, en den terugtogt van de tien duizend (Rotterdam: Arbon en Krap, 1819.)
- (njem.) Der Rückzug der Zehntausend Griechen (Frankfurt, 1819.)
- (njem.) Reise durch Klein-Asien, Armenien und Kurdistan in den Jahren 1813 und 1814 (Weimar: Verl. des Landes-Industrie-Comptoirs, 1821.)

- (njem.) Von Orenburg nach Buchara (Leipzig: Gerhard Fleischer, 1825.)
- (fr.) Voyage dans l'Inde britannique: contenant l'état actuel de cette contrée, l'histoire de la guerre des Anglais contre Holkar et Scindiah, l'histoire de Shah-Aulum, Empereur du Mogol, et la description des mœurs et usages de ce pays (Pariz: Gide fils, 1818.)
- (njem.) Karamanien oder Beschreibung der Südküste von Klein-Asien (Weimar: Landes-Industrie-Comptoirs, 1821.)

## Poveznice
- Britansko-iranski odnosi